# Trémonzey
Trémonzey – miejscowość i gmina we Francji, w regionie Grand Est, w departamencie Wogezy.
Według danych na rok 1990 gminę zamieszkiwało 259 osób, a gęstość zaludnienia wynosiła 29 osób/km² (wśród 2335 gmin Lotaryngii Trémonzey plasuje się na 788. miejscu pod względem liczby ludności, natomiast pod względem powierzchni na miejscu 671.).